# Le Chasteau
Le Chasteau is een Franse kaas uit Aquitanië de streek ten noordoosten van Bordeaux.
De kaas wordt gemaakt van koemelk, het is een lokale kaas die uitsluitend daar in de regio te koop is.